# Riesenmuntjak
Der Riesenmuntjak (Muntiacus vuquangensis) ist eine Hirschart aus der Gattung der Muntjaks (Muntiacus). Es handelt sich um den größten Vertreter der Muntjaks, der sich vor allem durch sein großes und charakteristisch gebogenes Geweih auszeichnet. Die Art ist in Südostasien im Annamitengebirge endemisch. Die Tiere bewohnen dort waldreiche Landschaften in mittleren Höhenlagen, über ihre Lebensweise ist kaum etwas bekannt. Die wissenschaftliche Beschreibung des Riesenmuntjaks erfolgte im Jahr 1994 anhand von Jagdtrophäen aus Vietnam. Der Bestand gilt als vom Aussterben bedroht.

## Merkmale

### Habitus
Der Riesenmuntjak ist die größte Art der Muntjaks (Muntiacus). Die Kopf-Rumpf-Länge eines untersuchten weiblichen Tieres betrug 113 cm zuzüglich eines 17 cm langen Schwanzes. Es besaß eine Schulterhöhe von 67 cm und wog 34 kg; damit war es etwa dreimal so schwer wie ein Chinesischer Muntjak (Muntiacus reevesi) oder 25 % schwerer als ein Nordindischer Muntjak (Muntiacus vaginalis). Einige Vertreter des Indischen Muntjaks (Muntiacus muntjak) von den Sundainseln erreichen aber durchaus die Maße des Riesenmuntjaks. Äußerlich ähnelt die Art anderen Vertretern der Muntjaks. Das Rückenfell ist gelblichbraun bis dunkel rötlichbraun gefärbt. Teilweise tritt eine leichte Sprenkelung auf, die durch Haare mit schwarzen Spitzen und einem hellen Band darunter hervorgerufen wird. Am Nacken beginnt mitunter ein dunkles Band, das sich als Aalstrich über den Rücken bis zum Schwanz hinzieht. Anders als der schmale Schwanz anderer Muntjaks ist der des Riesenmuntjak kurz und dreieckig geformt. Die Oberseite zeigt sich schwarz, die Unterseite weiß. Letzteres Merkmal tritt auffällig zum Vorschein, wenn ein Tier seinen Schwanz erhebt. Die unteren Beinabschnitte weisen einen dunkelgrauen Farbton auf, der an den Vorderbeinen in ein Schwarz übergehen kann. Über den Hufen treten weißliche bis rötlichbraune Flecken auf, männliche Individuen besitzen zusätzlich noch weiße Flecken am Vorderfußgelenk, die bei anderen Muntjakarten nicht vorkommen. Der Bauch und die Beininnenseiten sind nahezu weiß. Die Hinterfußlänge beträgt 32 cm.
Das Geweih der Männchen ist einfach gebaut und sitzt auf markanten Rosenstöcken, die sich als wulstartige Erhebungen über die Stirn erheben. Auf der Innenseite der Wülste zieht sich jeweils ein dunkler Streifen von der großen Voraugendrüse bis zum Geweihansatz entlang. Bei Weibchen sind diese Wülste ebenso wie die Streifen nur schwach entwickelt. Dafür tritt bei diesen auf der Stirn manchmal ein Haarbüschel auf. Das Gesicht ist grau bis schwarz gefärbt, das Kinn hebt sich mit seiner weißlichen Färbung markant davon ab. Auch die Innenseiten der Ohren sind weiß gefärbt, ein zusätzliches weißes Haarbüschel tritt an der Ohrbasis auf. Die Ohrlänge beträgt rund 12 cm. Die Rosenstöcke des Geweihs sind kurz und dick, ihre Länge variiert zwischen 4,9 und 6,7 cm, der basale Umfang von 8,5 bis 9,2 cm. Im Gegensatz dazu sind die des Nordindischen Muntjaks lang und schlank. Das Geweih selbst ist mit Ausnahme des Augsprosses unverzweigt. Der Augspross zeigt sich gut entwickelt mit einer durchschnittlichen Länge von 8 cm. Die Stange wird dagegen 17 bis 28,5 cm lang, was die größte Dimension unter den Muntjaks darstellt. Sie verläuft schräg nach oben sowie außen und biegt an der Spitze inwärts ein, die Spitzen stehen rund 15 cm auseinander. Der Augspross folgt diesem Verlauf weitgehend. Bei anderen Muntjaks mit längeren Geweihstangen ist diese eher inwärts und an der Spitze teils abrupt nach unten orientiert.

### Schädel- und Gebissmerkmale

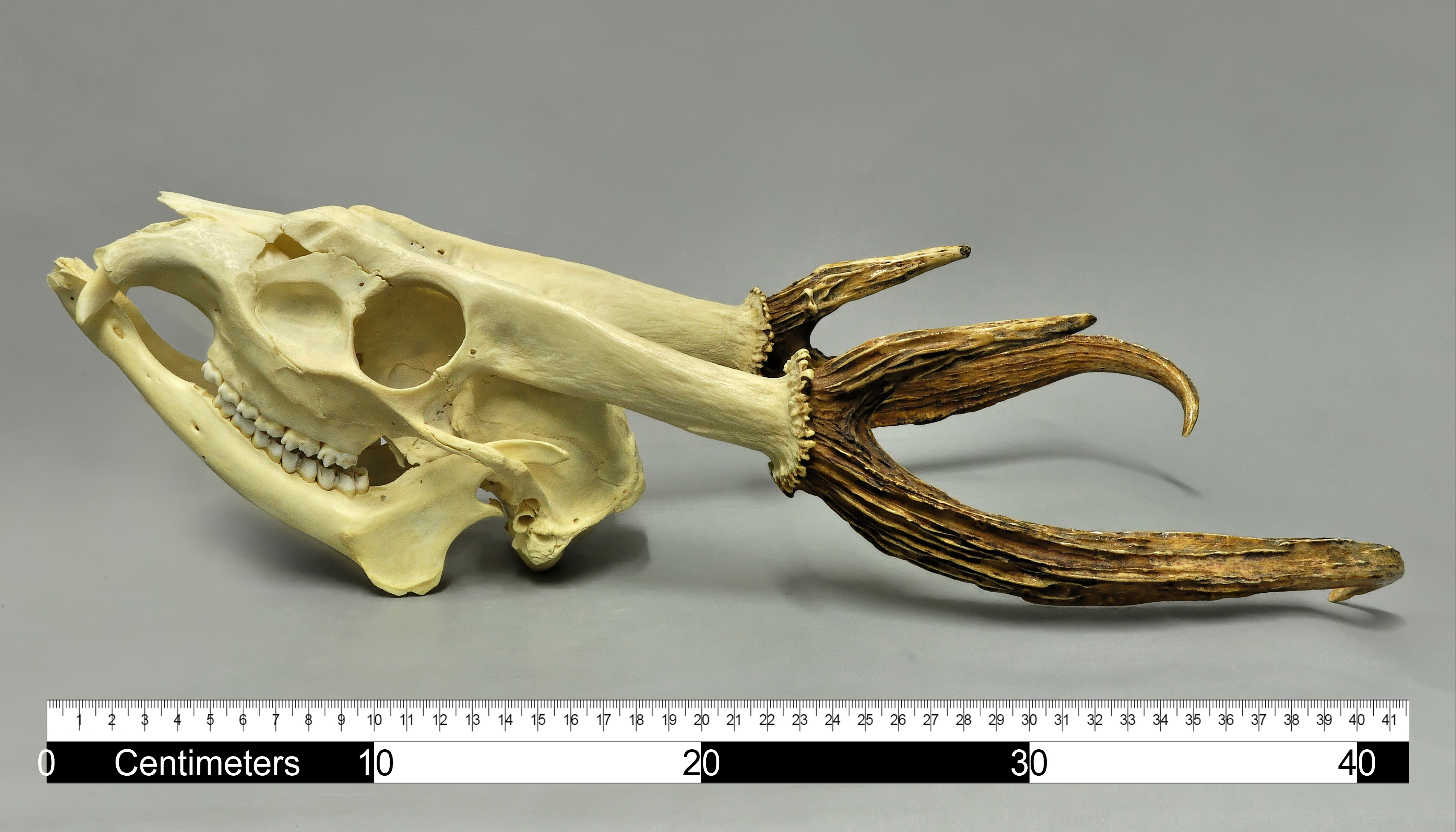
Schädel des Riesenmuntjaks im Museum Wiesbaden

Der Schädel eines weiblichen Tieres wies eine Länge von 21,9 cm sowie eine Breite am Hirnschädel von 6,3 cm auf. Die Hinterhauptshöhe betrug 3,2 cm, womit der hintere Schädel vergleichsweise niedrig ist. Der Gesichtsbereich des Schädels ist ausgedehnter als im Vergleich beim Nordindischen Muntjak. Abweichend vom Nordindischen Muntjak spitzt sich der Mittelkieferknochen beim Riesenmuntjak nicht nach vorn zu. Das Nasenbein schiebt sich beim Riesenmuntjak wiederum mit einem schmalen mittleren Fortsatz in das Stirnbein, was beim Nordindischen Muntjak so nicht der Fall ist. Bei letzterem sind dagegen seitliche Fortsätze ausgebildet. Die Temporallinien der Scheitelbeine reichen beim Nordindischen Muntjak weiter nach hinten als beim Riesenmuntjak. Wie bei allen Muntjaks tritt auch beim Riesenmuntjak ein Geschlechtsdimorphismus bezüglich der oberen Eckzähne auf. Die der männlichen Tiere sind deutlich vergrößert und dolchartig gebogen, sie werden hier bis zu 3,4 cm lang. Bei den Weibchen weisen sie eine dünne, stiftartige Gestalt auf und ragen nur rund 1 cm heraus. Die Backenzähne vom zweiten Prämolar bis zum letzten Molar erstrecken sich im oberen Gebiss über eine Länge von 6,6 bis 7,4 cm im unteren von 6,2 bis 6,8 cm.

## Verbreitung und Lebensraum

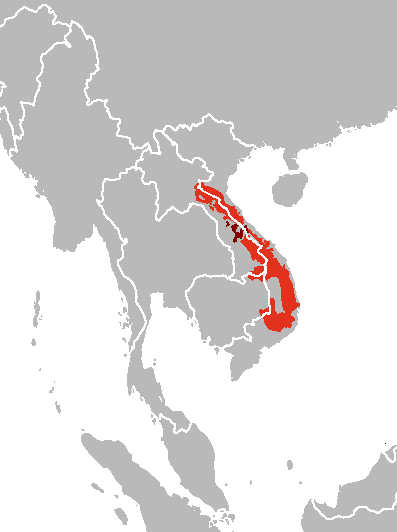
Das Verbreitungsgebiet in Vietnam, Laos und Kambodscha

Der Riesenmuntjak ist in Südostasien im Annamitengebirge und auf angrenzenden Hügelketten endemisch. Sein Vorkommen beschränkt sich dadurch auf Vietnam sowie Laos. Möglicherweise ist die Art aber auch im östlichen Kambodscha anwesend, ein Nachweis mittels Kamerafallen stammt aus dem nördlichen Landesabschnitt. Ein Großteil der Hinweise auf den Riesenmuntjak geht allerdings auf Trophäen lokaler Jäger zurück. Mehrere Lokalitäten, wo die Tiere beobachtet wurden, verteilen sich über die zentralen Bereiche des Annamitengebirges. Das Gesamtverbreitungsgebiet erstreckt sich über eine Länge von rund 450 km. Die nördliche Grenze scheint in Vietnam in der Provinz Nghệ An zu liegen, wo die Art im Nationalpark Pu Mat belegt ist. Auf laotischer Seite entspricht dies den südlichen Teilen der Provinz Bolikhamsai, jedoch kann ein Auftreten auch in der weiter nördlich gelegenen Provinz Xieng Khouang nicht ausgeschlossen werden, die aber noch weitgehend unerforscht ist. Zur West- und Südgrenze liegen kaum Untersuchungen vor, es sind aber historische Berichte über eine große Muntjakart aus der vietnamesischen Provinz Lâm Đồng vom Beginn des 20. Jahrhunderts überliefert. Der Lebensraum besteht aus verschiedenen Landschaften mit immergrünen bis teils immergrünen Wäldern. Die Art bevorzugt Primärwälder, möglicherweise nutzt sie auch Sekundärwälder, doch ist hier die Datenlage bisher zu dünn. In der Regel halten sich die Tiere in Höhenlagen unter 1000 m auf, Beobachtungen reichen von 520 bis 1050 m. Der Riesenmuntjak tritt sympatrisch mit dem Nordindischen Muntjak auf. Aus dem zentralen Bereich des Annamitengebirges wurde 1998 der Annam-Muntjak (Muntiacus truongsonensis) beschrieben.

## Lebensweise
Die Lebensweise des Riesenmuntjaks ist nahezu unbekannt. Vermutlich leben die Tiere wie andere Muntjaks auch tagaktiv, worauf einzelne Beobachtungen hindeuten, und ernähren sich von weicher Pflanzenkost wie Blättern und Früchten. Ausgewachsene Tiere sind höchstwahrscheinlich Einzelgänger. Ein untersuchtes Weibchen trug einen Fötus von 165 g Gewicht. Nach Beobachtungen treten Muttertiere zumeist mit einzelnen Jungtieren auf.

## Systematik
Der Riesenmuntjak ist eine Art aus der Gattung der Muntjaks (Muntiacus) innerhalb der Familie der Hirsche (Cervidae). Die Muntjaks gehören innerhalb der Hirsche zur Unterfamilie der Cervinae und zur Tribus der Muntjakhirsche (Muntiacini), welche zusätzlich noch den Schopfhirsch (Elaphodus) enthält. Die Muntjakhirsche bilden das Schwestertaxon zu den Echten Hirschen (Cervini). Typische Merkmale der Muntjaks finden sich in ihrem einfachen Geweih und den bei männlichen Tieren vergrößerten Eckzähnen. Alle bekannten Vertreter stellen Waldbewohner dar. Die Verwandtschaftsverhältnisse innerhalb der Muntjaks sind noch nicht eindeutig geklärt, ebenso wie die Anzahl der Arten. In einer Revision der Huftiere aus dem Jahr 2011 verwiesen Colin P. Groves und Peter Grubb den Riesenmuntjak in eine noch nicht genauer benannte Verwandtschaftsgruppe zusammen mit dem Annam-Muntjak (Muntiacus truongsonensis), dem Vietnam-Muntjak (Muntiacus puhoatensis), dem Burma-Muntjak (Muntiacus putaoensis) und dem Roosevelt-Muntjak (Muntiacus rooseveltorum), welche die Tiere des südostasiatischen Festlands vereint. Dieser stehen die Muntiacus muntjak-, die Muntiacus reevesi- und die Muntiacus crinifrons-Gruppe zur Seite. Die Unterscheidung erfolgte zumeist auf anatomischer, teils aber auch auf genetischer Basis. Im Unterschied dazu erbrachten erste molekulargenetische Untersuchungen aus dem Jahr 1996 einen nur geringen genetischen Abstand zwischen dem Riesenmuntjak und dem Nordindischen Muntjak (Muntiacus vaginalis) (damals noch innerhalb des Indischen Muntjaks (Muntiacus muntjak) geführt, doch wurde dieser im Jahr 2003 von Groves in zwei und 2011 in eine zusätzliche dritte Art aufgespalten, was sich bedingt auch genetisch nachvollziehen lässt). Der Untersuchung lag aber nur relativ geringes Material zu Grunde. Umfassendere neuere genetische Untersuchungen teilen die Gattung der Muntjaks in zwei Kladen auf. Eine wird gebildet aus dem Riesenmuntjak gemeinsam mit dem Chinesischen Muntjak (Muntiacus reevesi), dem Roosevelt-Muntjak, dem Annam-Muntjak und dem Burma-Muntjak. Die zweite setzt sich aus dem Indischen Muntjak, dem Tenasserim-Muntjak (Muntiacus feae), dem Borneo-Muntjak (Muntiacus atherodes) und dem Schwarzen Muntjak (Muntiacus crinifrons) zusammen. Dadurch steht der Riesenmuntjak deutlich den kleinwüchsigen Muntjaks Südostasiens näher als den größeren Vertretern des übrigen Verbreitungsgebietes.
Der Riesenmuntjak wurde im Jahr 1994 von Do Tuoc und Forscherkollegen wissenschaftlich erstbeschrieben. Die Einführung erfolgte anhand von Jagdtrophäen aus dem Nationalpark Vũ Quang in Vietnam und unter der wissenschaftlichen Bezeichnung Megamuntiacus vuquangensis, womit die Wissenschaftler die Art in eine neue Gattung der Muntjakhirsche verwiesen. Es wurden dazu zwei Publikationen veröffentlicht, von denen eine in vietnamesischer, die andere in englischer Sprache erschien. Zwei Jahre später stellten George Schaller und Elisabeth Vrba die Art aufgrund molekulargenetischer Daten und morphologischer Merkmale in die Gattung Muntiacus. Ihre Veröffentlichung enthielt auch die erste umfangreichere Beschreibung des Riesenmuntjaks. Spätere und tiefergreifende Analysen stützten diese Ansicht der systematischen Zuweisung.

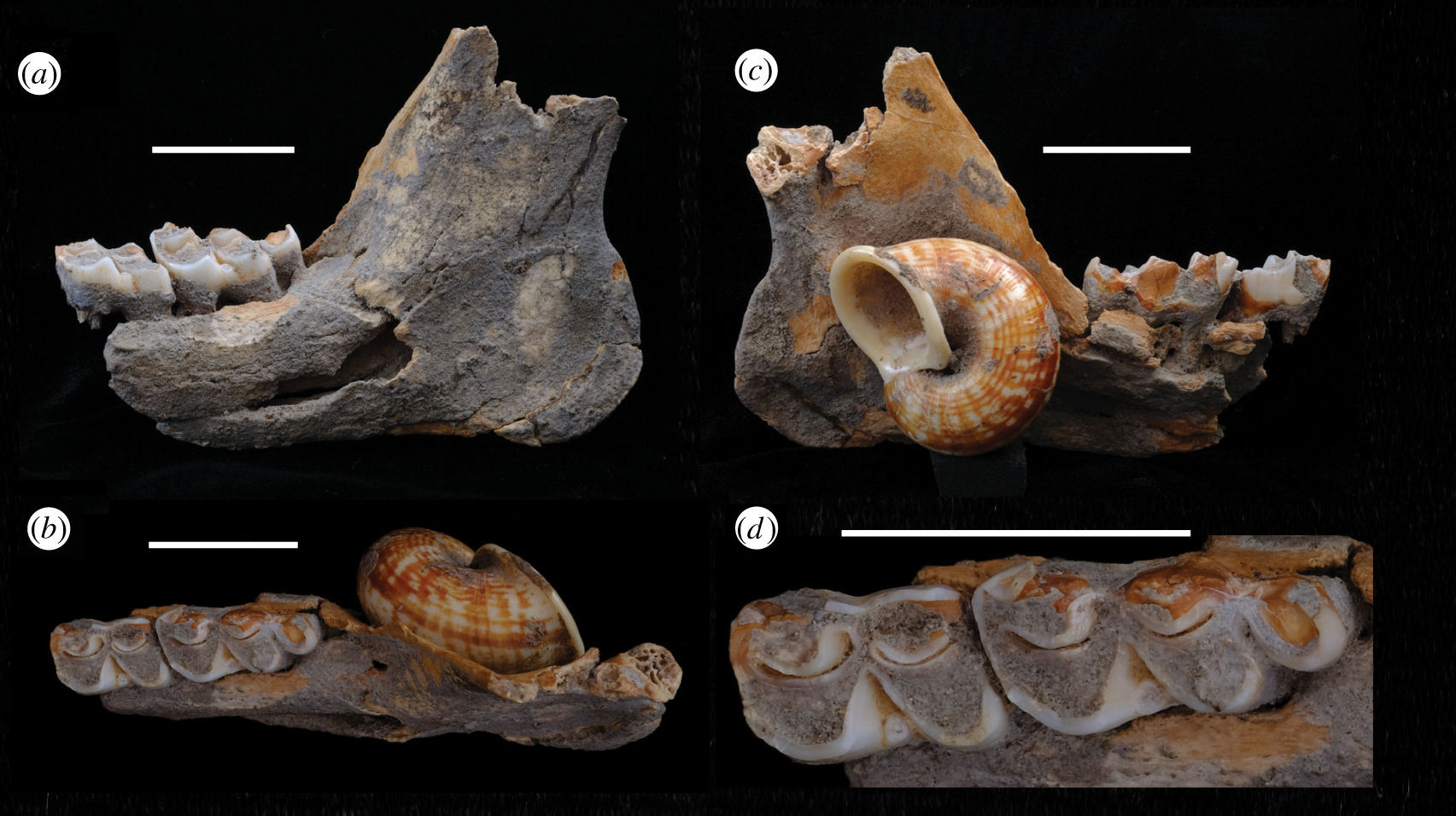
Ein rund 11.000 Jahre alter Unterkiefer von Muntiacus gigas aus Tràng An, Vietnam

Während die Eigenständigkeit des Riesenmuntjaks aus biologischer Sicht kaum bestritten wird, kamen im Jahr 2016 Zweifel an der Gültigkeit des Taxons auf. In einer Studie verglichen Samuel T. Turvey und Koautoren den Riesenmuntjak mit Fossilbelegen der ausgestorbenen Art Muntiacus gigas aus dem östlichen China. Diese wurde 1990 unter Zuhilfenahme von zahlreichen Geweihstücken, aber auch einzelnen Gebissresten aus der neolithischen Siedlung Hemudu im Delta des Jangtsekiang eingeführt, das Alter der Fundstätte datiert auf 7000 bis 6000 Jahre vor heute. Nachweise von Muntiacus gigas stammen mittlerweile neben dem östlichen auch aus dem zentralen Bereich Chinas, die jüngsten davon sind rund 1800 Jahre alt. Im Jahr 2019 wurde ein Unterkieferfund aus dem Gebiet von Tràng An im Delta des Roten Flusses in Vietnam veröffentlicht, der mehr als 11.000 Jahre alt ist. Entdeckt bei archäologischen Untersuchungen von 2007 bis 2010, erweitert dieser das ehemalige Vorkommen von Muntiacus gigas erheblich und führt dessen Grenzen bis nahe an die des heutigen Riesenmuntjaks heran. Die Autoren der Studie von 2016 konnten keine signifikanten Unterschiede in der Struktur der Geweihe zwischen den beiden Taxa feststellen. Nach ihrer Ansicht handelt es sich beim Riesenmuntjak der Bergregionen von Laos und Vietnam um eine Restpopulation von Muntiacus gigas mit ehemals deutlich größerem Verbreitungsgebiet. Der Fund aus Vietnam gab der Diskussion um die Synonymität der beiden Arten einen neuen Schub.

## Bedrohung und Schutz
Der Bestand des Riesenmuntjaks ist durch Lebensraumzerstörung infolge von Abholzung und Brandrodung sowie zusätzlich durch intensive Bejagung gefährdet. Die IUCN stuft die Art daher und aufgrund des nur kleinen Verbreitungsgebietes und der sowohl geringen als auch zurückgehenden Populationsdichte als „vom Aussterben bedroht“ (critically endangered) ein.